# 喜界機場
喜界機場（日语：／ Kikai kūkō */?）是位於鹿兒島縣大島郡喜界町（喜界島）。根據日本空港整備法被分成第三種機場。

## 歷史
- 1968年5月：喜界機場啟用，機場跑道1,200公尺。
- 1968年8月：舖修化工程開始，喜界機場停用。
- 1968年12月：舖修化工程完成，喜界機場重開。
- 1971年4月：被日本空港整備法被分成第三種機場。

## 航空公司與航點
| 航空公司           | 目的地       |
| ------------------ | ------------ |
| 日本空中通勤（JC） | 奄美、鹿兒島 |

## 相關題目
- 日本機場列表
- 機場

## 外部連結
- 喜界機場介紹（页面存档备份，存于）（日語）
- JAL機場訊息-喜界機場（页面存档备份，存于）（日語）